# Grand Prix de Donetsk
Le Grand Prix de Donetsk (en cyrillique : Гран-При Донецка) est une course cycliste sur route masculine disputée depuis 2008. Il se déroule chaque année en Ukraine et fait partie du calendrier de l'UCI Europe Tour depuis 2009. L'épreuve est remplacée en 2015 par le Grand Prix ISD et le Grand Prix de Vinnytsia qui se déroulent le même week-end.

## Palmarès
| Année | Vainqueur          | Deuxième           | Troisième        |
| ----- | ------------------ | ------------------ | ---------------- |
| 2008  | Denys Kostyuk      | Yuriy Agarkov      | Dmytro Krivtsov  |
| 2009  | Mart Ojavee        | Sergey Kolesnikov  | Volodymyr Rybin  |
| 2010  | Vitaliy Popkov     | Dmitri Puzanov     | Adriano Angeloni |
| 2011  | Yuriy Agarkov      | Mykhailo Kononenko | Dmytro Kosyakov  |
| 2012  | Ilnur Zakarin      | Volodymyr Gomenyuk | Dmytro Kosyakov  |
| 2013  | Anatoliy Pakhtusov | Mykhailo Kononenko | Maxim Pokidov    |